# Acrelândia
Acrelândia es un municipio de Brasil, situado en el nordeste del estado de Acre. Su población es de 11.786 habitantes y su extensión es de 1.575 km² (7,49 h/km²).
Limita al norte con los estados de Amazonas y Rondônia, al sur y sudoeste con el municipio de Plácido de Castro, al este con Bolivia y al oeste con el municipio de Senador Guiomard.